# Zeta Cassiopeiae
Zeta Cassiopeiae (ζ Cas, ζ Cassiopeiae), chiamata anche Fulu, è una stella della costellazione di Cassiopea. Di magnitudine apparente +3,67 dista 597 anni luce dal sistema solare

## Osservazione
Zeta Cassiopeiae si trova prolungando la retta che da Gamma Cassiopeiae va alla stella Alfa della stessa costellazione e che rappresenta uno dei vertici bassi della medesima. Essa è posta molto a settentrione nella sfera celeste, come tutta la costellazione, tanto da apparire circumpolare in Canada, in buona parte degli Stati Uniti, in tutta l'Europa settentrionale e centrale e in quasi tutta la Russia. Posta a 53ºN, Schedir è invisibile più a sud del 37º parallelo dell'emisfero australe, cioè in Argentina, Sudafrica e in parte dell'Australia.

## Caratteristiche fisiche
Zeta Cassiopeiae è classificata come subgigante di classe spettrale B2IV, anche se potrebbe ancora essere dentro la sequenza principale, cioè essere una stella che sta ancora bruciando idrogeno nel suo nucleo convertendolo in elio. Con un'età inferiore ai 25 milioni di anni ed una massa intorno alle 9 masse solari, è al limite di massa oltre il quale una stella termina la propria esistenza come supernova piuttosto che come nana bianca. Il suo raggio è 6 volte quello del Sole, e tenendo conto della radiazione ultravioletta emessa, vista la sua temperatura di oltre 21000 K, è 6400 volte più luminosa del Sole.
La stella presenta leggere fluttuazioni della sua luminosità di 0,005 magnitudini in un arco di 1,36 giorni, e viene classificata come "variabile pulsante lenta" (SPB), una versione più "fredda" e tenue delle variabili Beta Cephei, il cui prototipo è 53 Persei. È la prima di questa classe dove si è incontrato un campo magnetico, il che ha permesso, tramite variazioni del vento stellare, di stimare un periodo di rotazione di 5,37 giorni, che corrisponde ad una velocità di rotazione di 56 km/s, piuttosto bassa per questo tipo di stelle.